# Cantó de Quingey
El cantó de Quingey és un cantó francès del departament del Doubs, situat al districte de Besançon. Té 35 municipis i el cap és Quingey.

## Municipis
| - Arc-et-Senans - Bartherans - Brères - Buffard - By - Cademène - Cessey - Charnay - Châtillon-sur-Lison - Chay - Chenecey-Buillon - Chouzelot | - Courcelles - Cussey-sur-Lison - Échay - Épeugney - Fourg - Goux-sous-Landet - Lavans-Quingey - Liesle - Lombard - Mesmay - Montfort - Montrond-le-Château | - Myon - Palantine - Paroy - Pessans - Pointvillers - Quingey - Rennes-sur-Loue - Ronchaux - Rouhe - Rurey - Samson |

## Història
| Data d'elecció                           | Identitat         | Partit                     | Qualitat |
| ---------------------------------------- | ----------------- | -------------------------- | -------- |
| 1945-1961                                | M. Decreuse       | PRL, després divers droite |          |
| 1961-1973                                | M. Maire du Poset | UNR, després UDR           |          |
| 1973-1992                                | Jean Vercellotti  | RI, després RPR            |          |
| 1992-                                    | Jacques Breuil    | PS                         |          |
| les dades anteriors no són pas conegudes |                   |                            |          |
|                                          |                   |                            |          |